# Татарская шапка

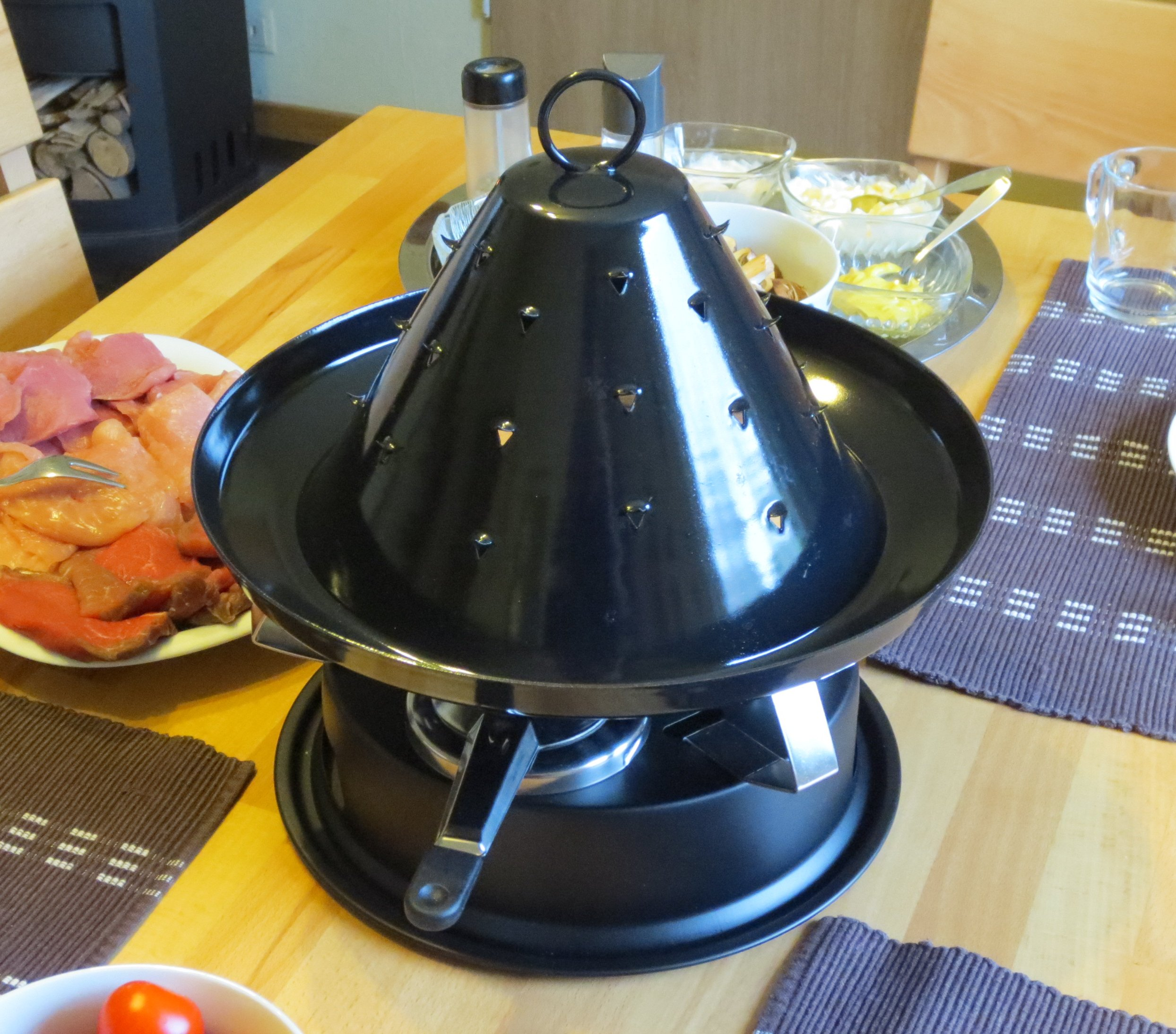
Татарская шапка

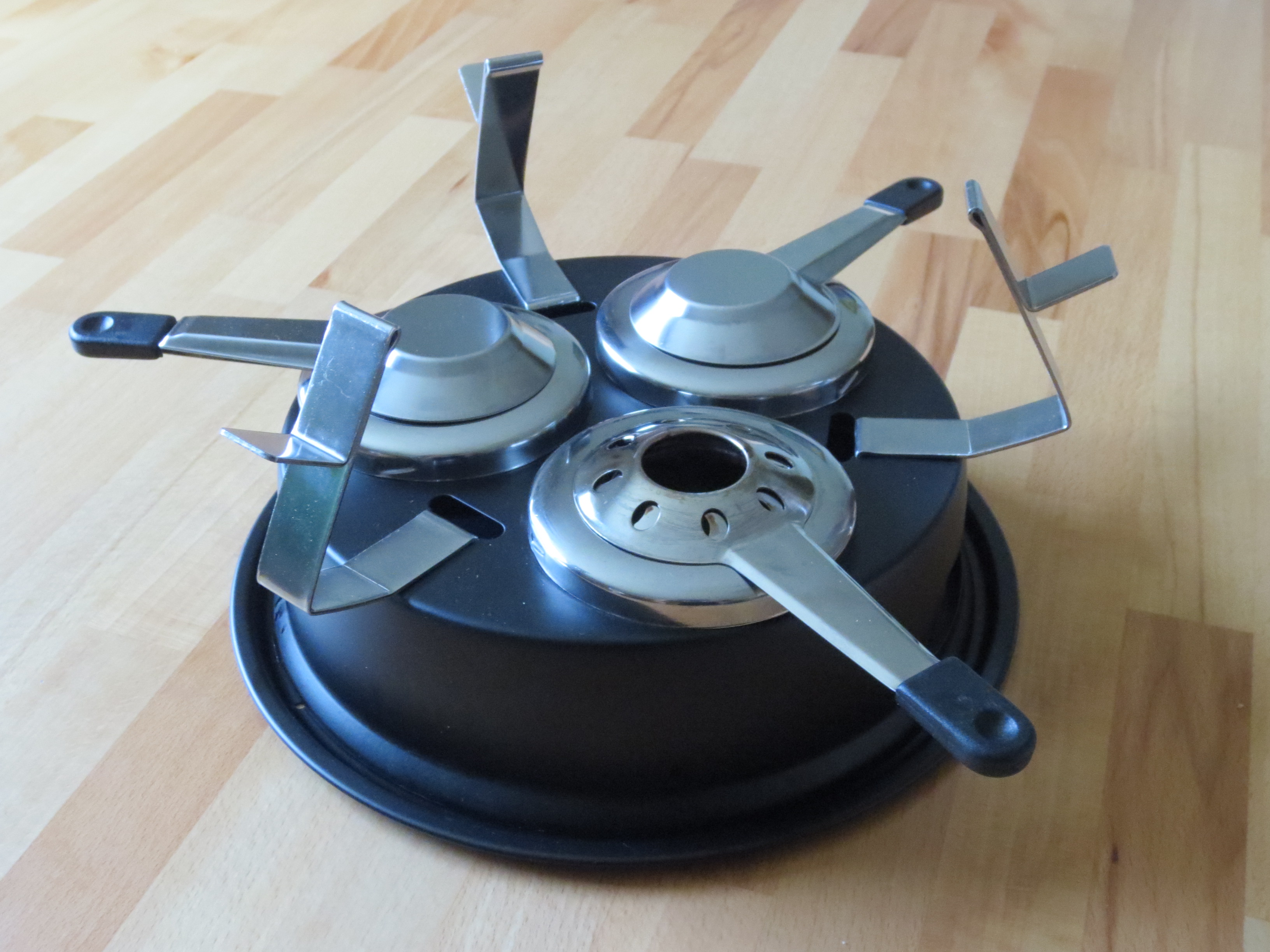
Горелки под «шапкой»

Татарская шапка, татаренхут (нем. Tatarenhut) — приспособление для приготовления фондю, имеющее вид традиционной шапки татар. Изготавливается из жаропрочной стали в виде конуса с шипами. В нижней части шапки, в ее «полях», находится жёлоб для бульона. Распространена в Швейцарии, Австрии и Саксонии, и также предлагается в местных ресторанах.
По типу подачи тепла могут быть:
- Оригинальная версия, существующая и сегодня, обогревается углем. Ее преимущество в равномерном распределении тепла по всей поверхности шапки.
- Обогрев тремя горелками, как в обычной фондюшнице.
- С электрическим подогревом, при этом электро-горелка (Elektro-Rechaud) также может быть использована как раклетница[2].

## Использование
Мясо, рыба, овощи и грибы шинкуются на ломтики по меньшей мере в 2 мм толщиной. В «поля» заливается бульон, часто туда же добавляются мелко нарезанные сырые овощи. На шипы шапки нанизывается нарезанные ломтики продуктов, которые готовятся на тепле от шапки. Сок выделяющийся во время приготовления ломтиков стекает в «поля» к бульону. К блюду подаются соусы, овощи, хлеб, гарнир или закуски, такие как маринованные корнишоны, маринованный лук.